# Nicolas Lombaerts
Nicolas Lombaerts, född 20 mars 1985 i Brugge i Belgien, är en belgisk före detta fotbollsspelare som senast spelade för KV Oostende och Belgiens landslag. Han är lång, en ledare på planen och en bra rubrik, både stark i försvaret som på ett konstruktivt spel.

## Meriter
Zenit St.Petersburg
- Ryska Premier League (4): 2007, 2010, 2012, 2015
- Ryska cupen (1): 2010
- Ryska supercupen (2): 2008, 2011
- UEFA-cupen (1): 2007-08
- UEFA Super Cup (1): 2008